# Муніципалітети Естонії

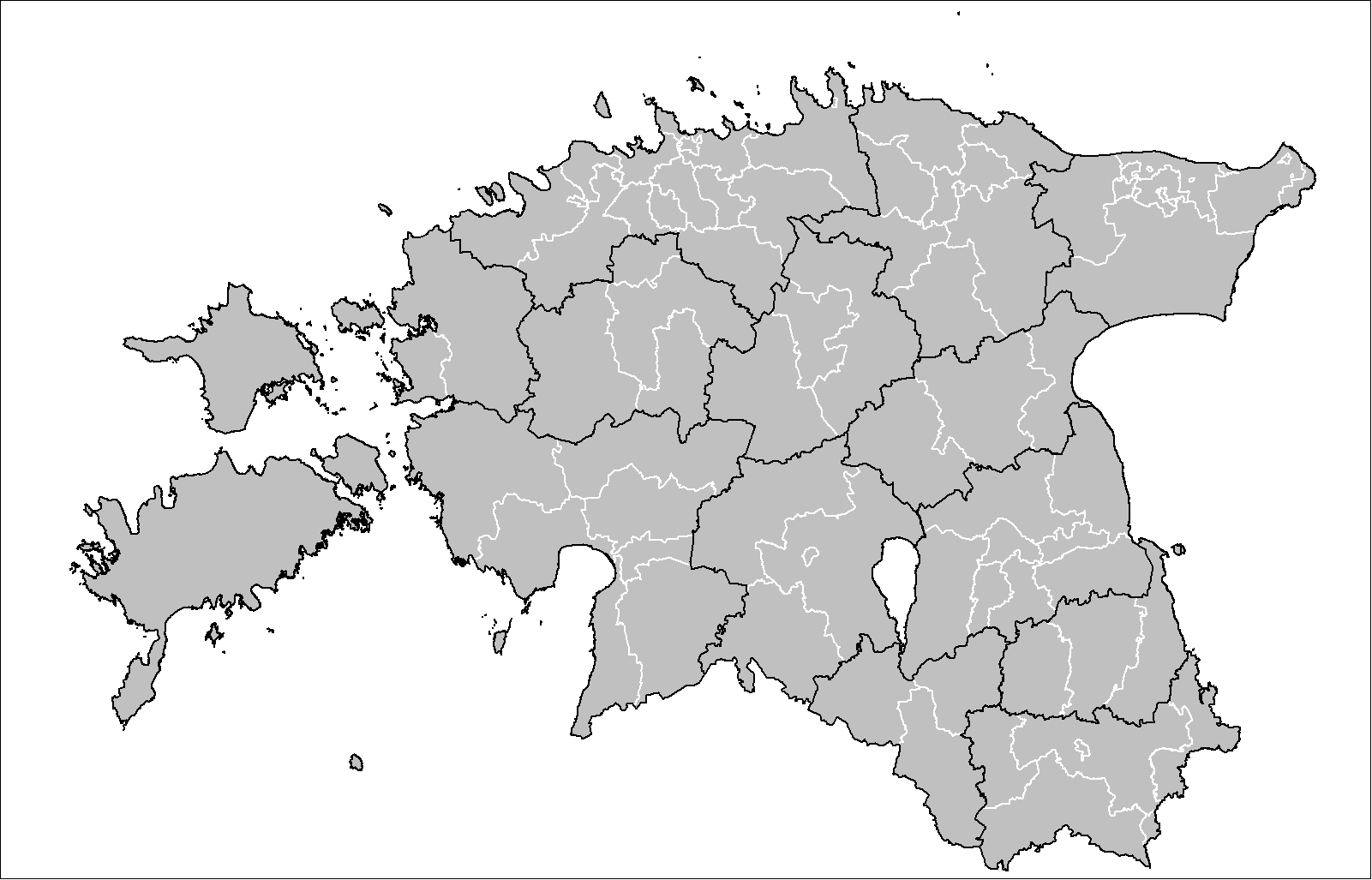
Муніципалітети Естонії

Муніципалітет або місцеве самоврядування (ест. kohalik omavalitsus) — є найменшою встановленою конституцією адміністративною одиницею Естонії. Вся територія країни розділена між органами самоврядування.
Відповідно до закону, наявність місцевого самоврядування має на увазі право та обов'язок демократичним чином сформованих місцевих органів влади самостійно здійснювати в межах закону керівництво місцевим життям, виходячи з обґрунтованих інтересів та очікувань місцевих жителів та з урахуванням особливостей розвитку конкретного самоврядування.

## Адміністративна структура
Самоврядування в Естонії є двох типів: міста (ест. linn) й волості (ест. vald).
В кожному самоврядуванні є представницький орган влади, що називається зборами (ест. volikogu), який обирається постійними жителями самоврядування на чотирирічний термін на вільних, прямих, загальних та одноманітних виборах за таємного голосування. Характерною особливістю місцевих виборів в Естонії, у порівнянні з парламентськими, є те, що право голосу на них залежить не від наявності громадянства Естонії, а від факту постійного проживання на території муніципалітету. Брати участь у голосуванні мають право всі постійні жителі даного місцевого самоврядування, які досягнули 18 років (включаючи осіб без громадянства та громадян інших держав). Виставляти свої кандидатури можуть, однак, тільки громадяни Естонії чи громадяни будь-якої іншої країни, що входить до Європейського Союзу. Обраними не можуть бути кадрові військовослужбовці, а також особи, засуджені судом за скоєння злочину та перебувають в місцях позбавлення волі (останні не можуть також і брати участі в голосуванні).
Кількість членів місцевих зборів коливається залежно від кількості жителів. Міські збори Таллінна налічують 79 членів (максимум). Мінімальна кількість членів зборів становить 7 чоловік. Керівництво роботою місцевих зборів здійснює голова, який членами цих зборів (ест. volikogu esimees), він веде засідання, здійснює представницькі функції та підписує нормативні акти, що ухвалюються радою.
Поряд зі зборами, у кожному місцевому самоврядуванні є також і виконавчий орган влади — управа (ест. valitsus). На чолі управи стоїть або мер (ест. linnapea) — у містах, або волосний старійшина (ест. vallavanem) — у волостях, які призначаються зборами на термін до чотирьох років (дострокове усунення з посади можливе за рішенням зборів). Глава управи подає зборам муніципалітету на затвердження кандидатів на посади членів управи, організує роботу управи, готує та веде засідання, видає накази для організації роботи управи й підвідомчих їй органів та установ, підписує розпорядження й постанови управи, а також виконує представницькі функції. Мери та волосні старійшини не можуть одночасно займати будь-яку іншу державну чи муніципальну посаду чи входити до складу ради комерційної компанії за муніципальної участі.
Муніципалітет може включати до свого складу один чи кілька населених пунктів. Крупні самоврядування можуть поділятись на міські (ест. linnaosa) чи волосні райони (ест. osavald), що мають свої управи з обмеженими повноваженнями. Глава управи такого району призначається та звільняється управою муніципалітету за поданням мера чи волосного старійшини. Так, місто Таллінн складається з 8 міських районів: Хааберсті, Кесклінн, Крістійне, Ласнамяе, Мустамяе, Нимме, Піріта, Пихья-Таллінн.
Муніципалітети розрізняються за розміром від Таллінна з населенням понад 400 000 чоловік до Рухну лише з 60 жителями. Понад дві третини самоврядувань мають населення по ~ 3 000 чоловік, тому багато з них співпрацюють з метою виконання господарських та адміністративних функцій.

## Повноваження муніципалітетів
Відповідно до конституції місцеві самоврядування автономно вирішують в межах законів всі питання місцевого життя. До їхньої компетенції, зокрема, належать:
- організація надання соціальної допомоги, соціальних послуг, догляду за похилими людьми та роботи з молоддю на території муніципалітету;
- житлове й комунальне господарство;
- водопостачання й каналізація, організація прибирання та підтримання чистоти, вивезення сміття й відходів;
- місцевий громадський транспорт;
- міське планування (встановлення загальних і детальних планувань), утримання доріг;

Зазначені вище повноваження здійснюються в тому обсязі, в якому вони не передані законом до відомства інших органів.
Також до обов'язків самоврядувань входить утримання дошкільних закладів, що перебувають у їхній власності, шкіл, гімназій, гуртків за інтересами, бібліотек, музеїв, спортивних баз, будинків догляду й закладів охорони здоров'я, встановлення правил утримання домашніх кішок і собак, встановлення правил поведінки у громадських місцях.
Місцеві самоврядування можуть формувати структури, що здійснюють контроль за громадським порядком та виконанням нормативних актів місцевого самоврядування (наприклад, муніципальна поліція Таллінна).
Муніципалітети в Естонії мають власний бюджет і право встановлювати деякі місцеві податки та збори (наприклад, податок на рекламу, на закриття вулиць і доріг, на домашніх тварин, на розважальні заклади й заходи, платню за паркування тощо).
Представники місцевих самоврядувань можуть також брати участь у виборах Президента Республіки як члени колегії виборщиків.

## Автономія місцевих самоврядувань
Відповідно до судової практики Державного суду, принцип автономії муніципалітетів від державної влади припускає, передусім, право самостійно вирішувати й організовувати на місцевому рівні всі місцеві питання (так зване «право самоорганізації місцевих самоврядувань»). Це, зокрема, передбачає, що для місцевих самоврядувань має забезпечуватись належне фінансування для виконання своїх функцій, так само як і можливість членів місцевих зборів приймати рішення самостійно, незалежно від центральної державної влади, виносячи на перше місце, передусім, інтереси місцевої громади (за необхідності, навіть усупереч з органами державної влади). Виходячи з принципу місцевої автономії, суд анулював 2005 року запроваджену раніше державою заборону на створення місцевих виборчих союзів.
Законодавство Естонії встановлює також і механізм захисту автономії місцевого самоврядування — у разі, якщо, на думку муніципалітету, будь-який закон або постанова міністра чи уряду порушують конституційні гарантії місцевого самоврядування, то цей муніципалітет має право звернутись напряму до Державного суду з клопотанням про визнання такого акту неконституційним.. Також конституція забороняє змінювати кордони муніципалітетів, не заслухавши попередньо думку відповідного муніципалітету.

## Список муніципалітетів
З жовтня 2005 року в Естонії є 227 самоврядувань, з них 34 міських і 193 — сільських. Список муніципалітетів за повітами наведено нижче:

### Валгамаа

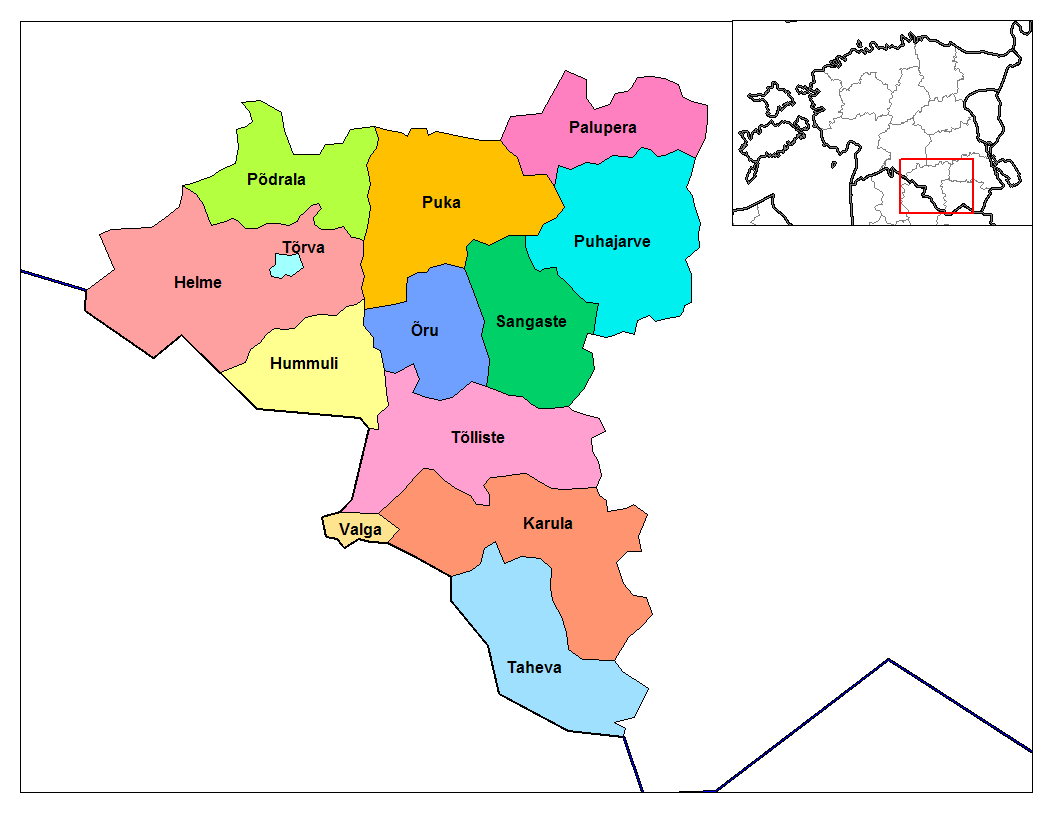
Муніципалітети повіту Валгамаа

Міста:
 Валга (ест. Valga)
 Тирва (ест. Tõrva)
Волості:
 Иру (ест. Õru vald)
 Карула (ест. Karula vald)
 Отепя (ест. Otepää vald); включая город Отепя (ест. Otepää)
 Палупера (ест. Palupera vald)
 Пука (ест. Puka vald)
 Пидрала (ест. Põdrala vald)
 Сангасте (ест. Sangaste vald)
 Тахева (ест. Taheva vald)
 Тиллісте (ест. Tõlliste vald)
 Хельме (ест. Helme vald)
 Хуммулі (ест. Hummuli vald)

### Вільяндімаа
Міста:
 Вільянді (ест. Viljandi)
 Вихма (ест. Võhma)
 Мийзакюла (ест. Mõisaküla)
Волості:
 Аб'я (ест. Abja vald); включаючи місто Аб'я-Палуоя (ест. Abja-Paluoja)
 Віїратсі (ест. Viiratsi vald)

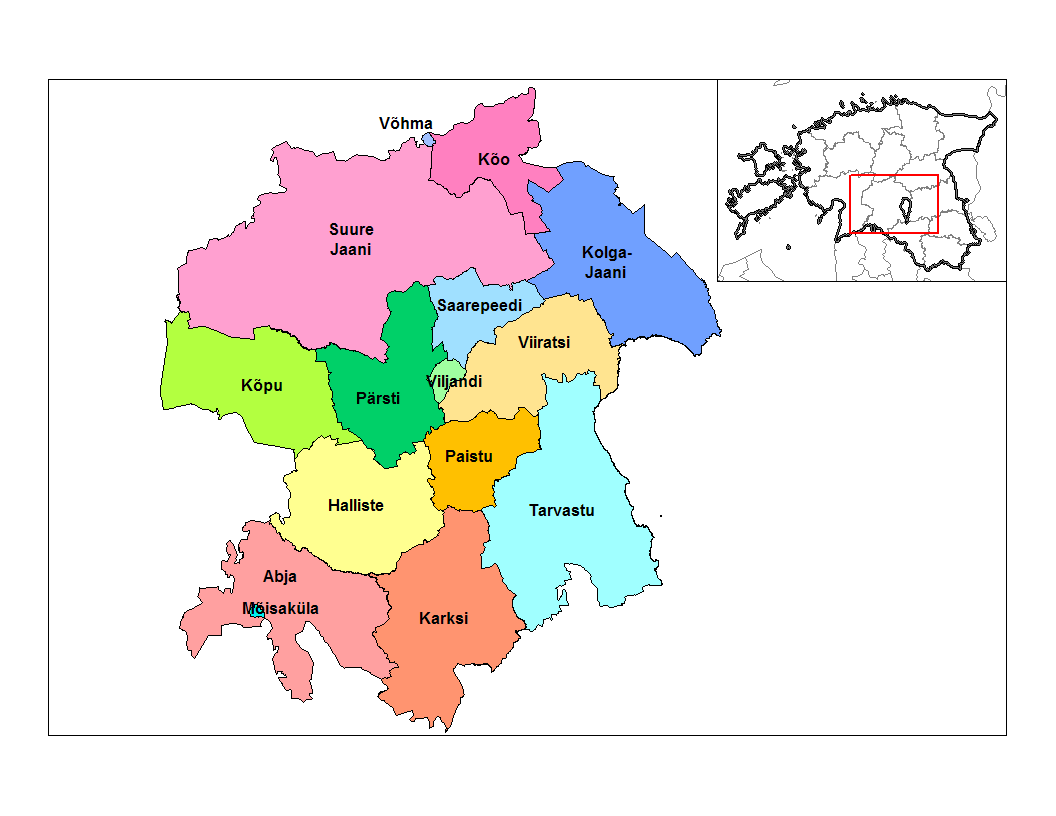
Муніципалітети повіту Вільяндімаа

 Карскі (ест. Karksi vald); включаючи місто Карксі-Нуйа (ест. Karksi-Nuia)
 Колга-Яані (ест. Kolga-Jaani vald)
 Кио (ест. Kõo vald)
 Кипу (ест. Kõpu vald)
 Пайсту (ест. Paistu vald)
 Пярсті (ест. Pärsti vald)
 Саарепеєді (ест. Saarepeedi vald)
 Сууре-Яані (ест. Suure-Jaani vald); включаючи місто Сууре-Яані (ест. Suure-Jaani)
 Тарвасту (ест. Tarvastu vald)
 Халлісте (ест. Halliste vald)

### Вирумаа
Міста:
 Виру (ест. Võru)
Волості:

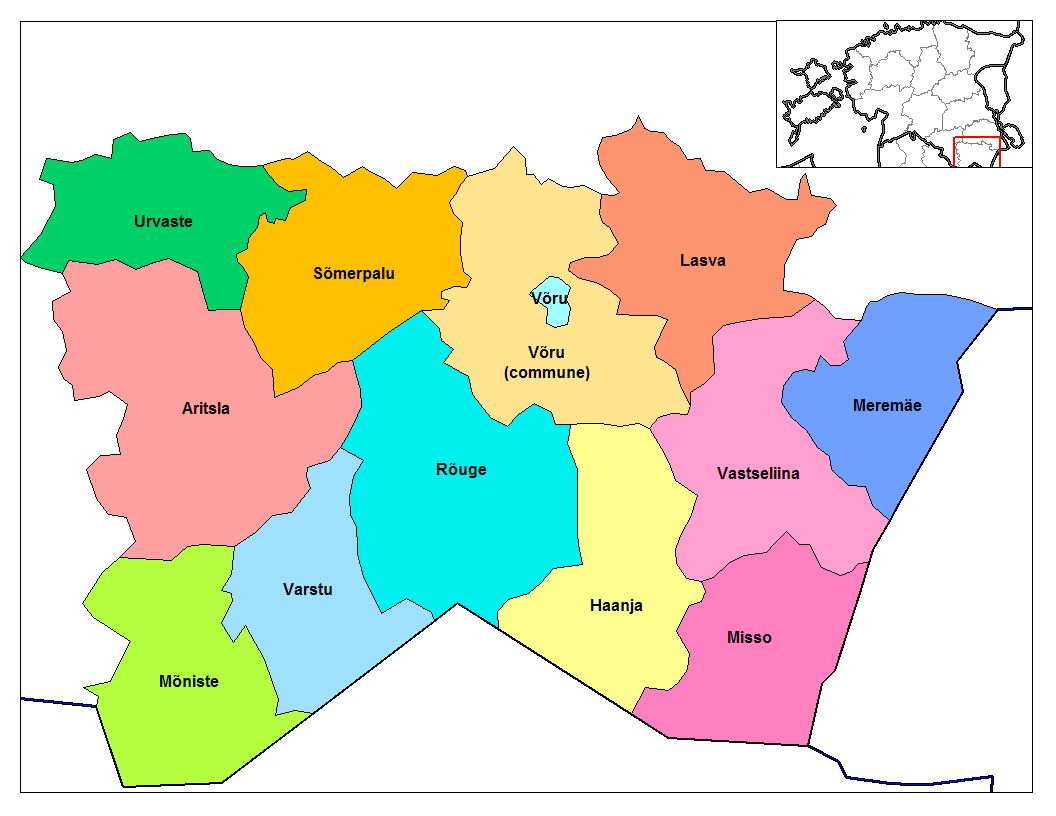
Муніципалітети повіту Вирумаа

 Антсла (ест. Antsla vald); включаючи місто Антсла (ест. Antsla)
 Варсту (ест. Varstu vald)
 Вастселійна (ест. Vastseliina vald)
 Виру (ест. Võru vald)
 Ласва (ест. Lasva vald)
 Меремяе (ест. Meremäe vald)
 Міссо (ест. Misso vald)
 Миністе (ест. Mõniste vald)
 Риуге (ест. Rõuge vald)
 Симерпалу (ест. Sõmerpalu vald)
 Урвасте (ест. Urvaste vald)
 Хаанья (ест. Haanja vald)

### Гіюмаа

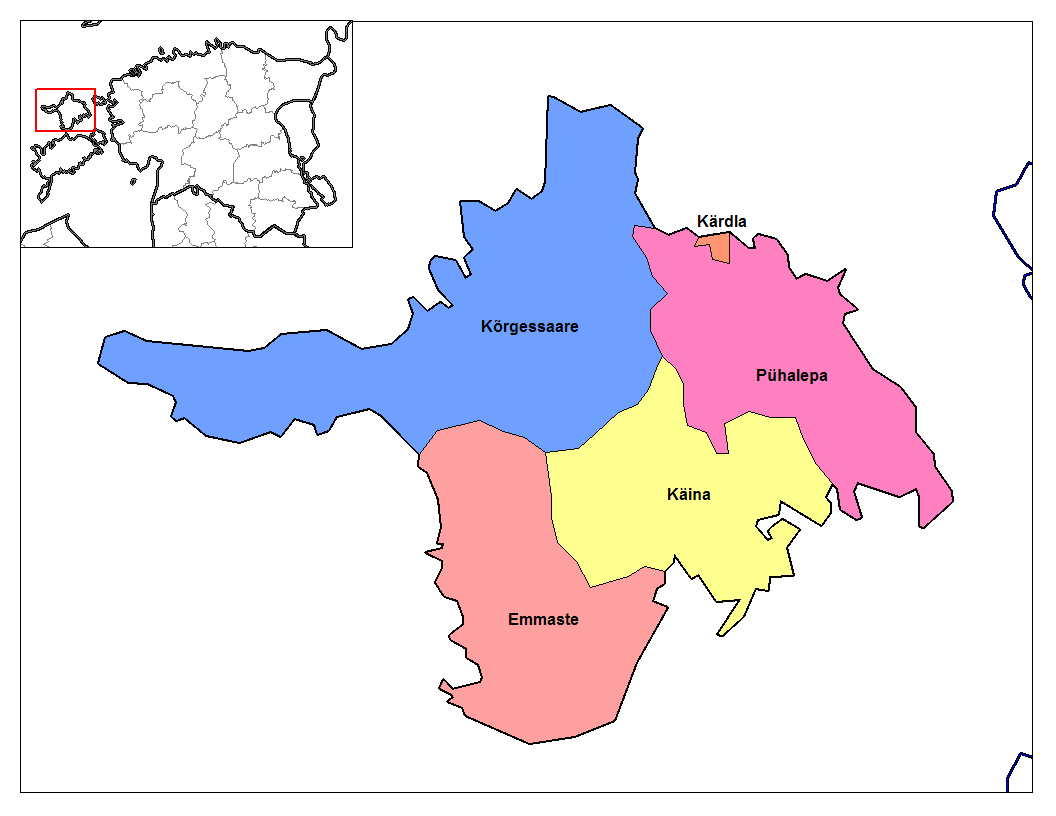
Муніципалітети повіту Хійумаа

Міста:
 Кярдла (ест. Kärdla)
Волості:
 Еммасте (ест. Emmaste vald)
 Киргессааре (ест. Kõrgessaare vald)
 Кяйна (ест. Käina vald)
 Пюхалепа (ест. Pühalepa vald)

### Іда-Вірумаа

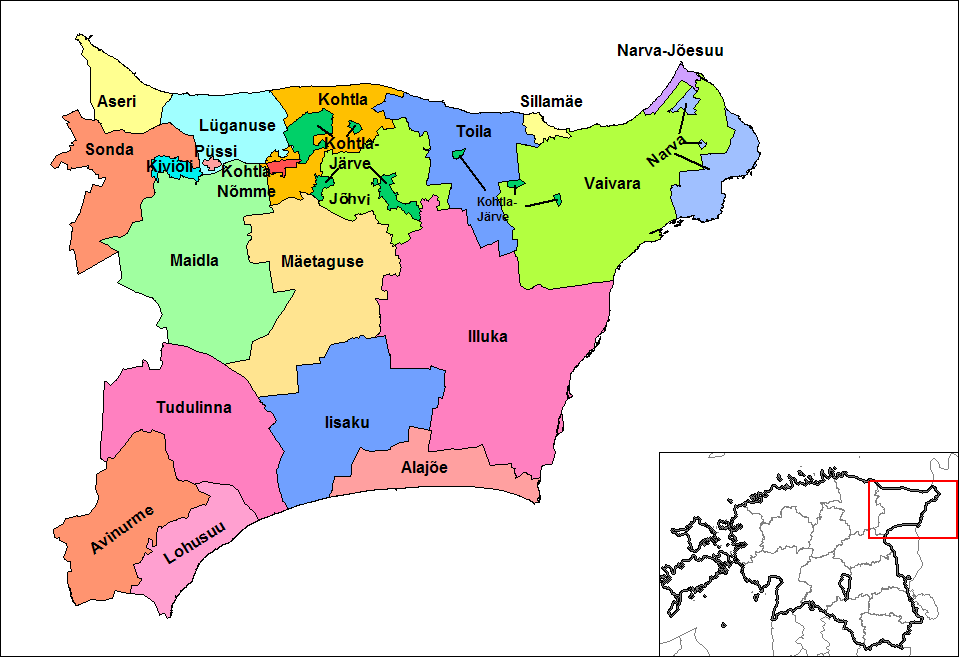
Муніципалітети повіту Іда-Вірумаа

Міста:
 Ківіилі (ест. Kiviõli)
 Кохтла-Ярве (ест. Kohtla-Järve)
 Нарва (ест. Narva)
 Нарва-Йиесуу (ест. Narva-Jõesuu)
 Пюссі (ест. Püssi)
 Сілламяе (ест. Sillamäe)
Волості:
 Авінурме (ест. Avinurme vald)
 Азері (ест. Aseri vald)
 Алайие (ест. Alajõe vald)
 Вайвара (ест. Vaivara vald)
 Ійзаку (ест. Iisaku vald)
 Іллука (ест. Illuka vald)
 Йихві (ест. Jõhvi vald)
 Кохтла (ест. Kohtla vald)
 Кохтла-Нимме (ест. Kohtla-Nõmme)
 Лохусуу (ест. Lohusuu vald)
 Люганусе (ест. Lüganuse vald)
 Майдла (ест. Maidla vald)
 Мяетагузе (ест. Mäetaguse vald)
 Сонда (ест. Sonda vald)
 Тойла (ест. Toila vald)
 Тудулінна (ест. Tudulinna vald)

### Йигевамаа

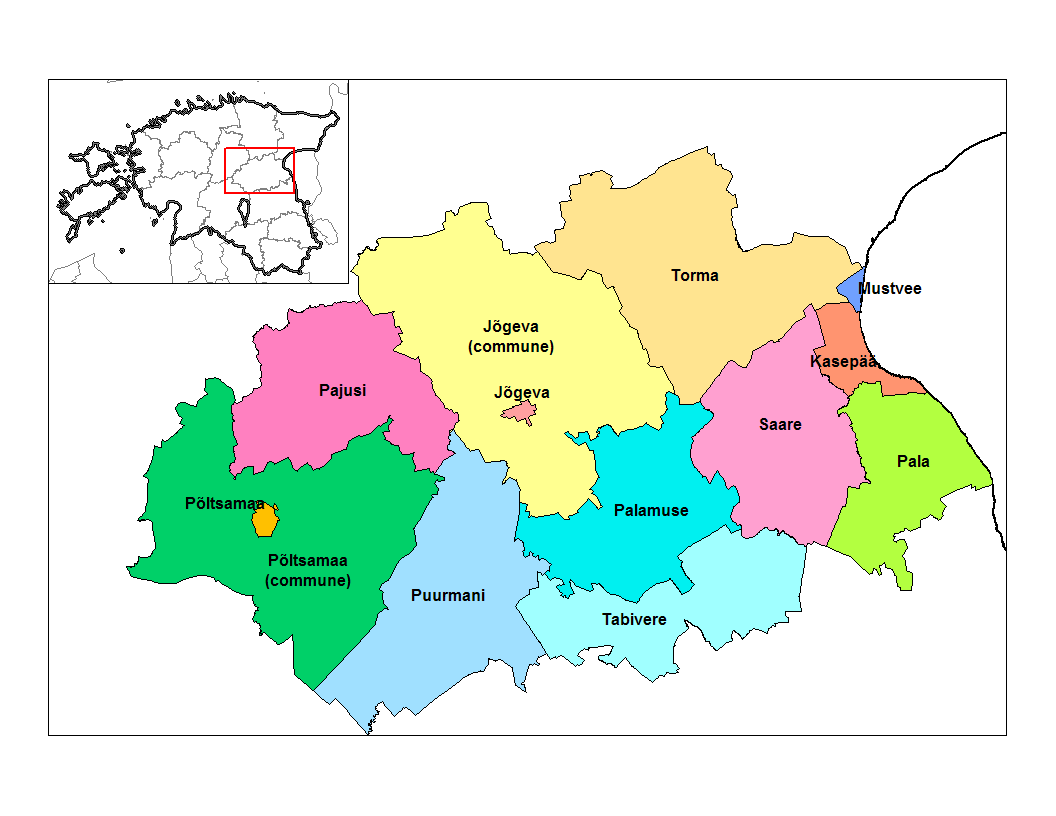
Муніципалітети повіту Йигевамаа

Міста:
 Йигева (ест. Jõgeva)
 Муствее (ест. Mustvee)
 Пилтсамаа (ест. Põltsamaa)
Волості:
 Йигева (ест. Jõgeva vald)
 Касепяя (ест. Kasepää vald)
 Пала (ест. Pala vald)
 Паламусе (ест. Palamuse vald)
 Паюсі (ест. Pajusi vald)
 Пуурмані (ест. Puurmani vald)
 Пильтсамаа (ест. Põltsamaa vald)
 Сааре (ест. Saare vald)
 Табівере (ест. Tabivere vald)
 Торма (ест. Torma vald)

### Ляяне-Вірумаа
Міста:
 Кунда (ест. Kunda)
 Раквере (ест. Rakvere)
Волості:
 Вінні (ест. Vinni vald)
 Віру-Нігула (ест. Viru-Nigula vald)
 Віхула (ест. Vihula vald)
 Вяйке-Маар’я (ест. Väike-Maarja vald)
 Кадріна (ест. Kadrina vald)
 Лаеквере (ест. Laekvere vald)
 Раквере (ест. Rakvere vald)
 Ракке (ест. Rakke vald)
 Рягавере (ест. Rägavere vald)
 Симеру (ест. Sõmeru vald)

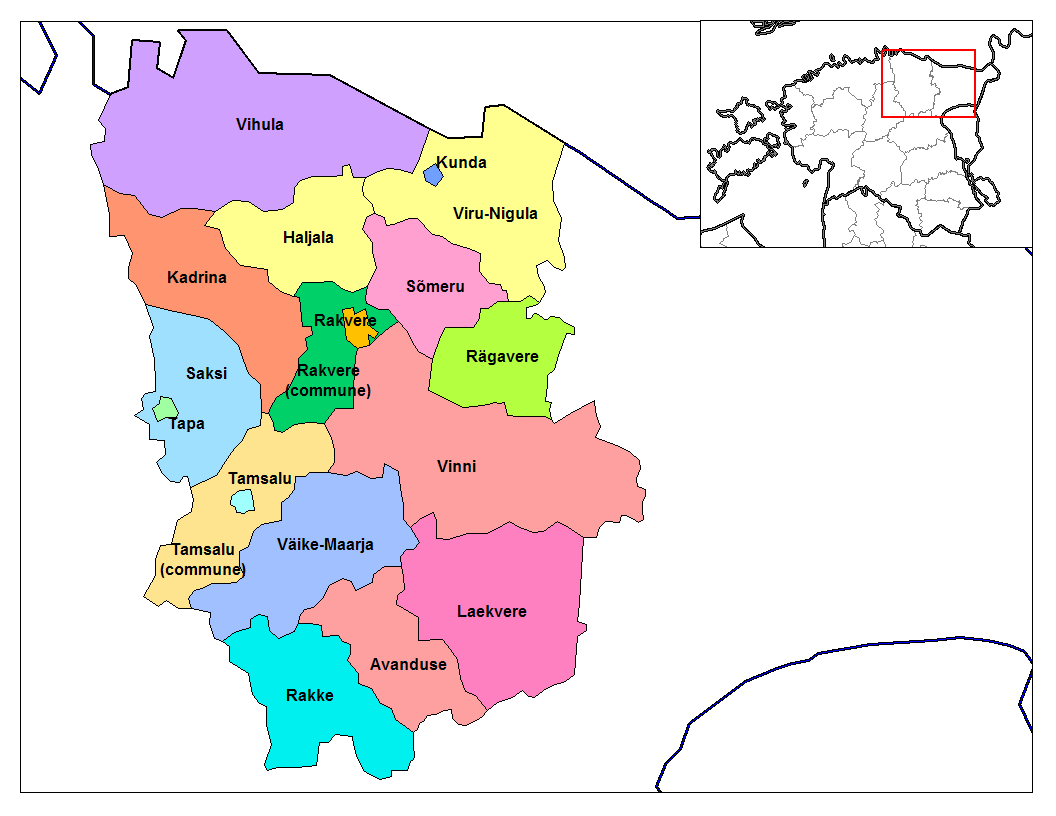
Муніципалітети повіту Ляене-Вірумаа

 Тамсалу (ест. Tamsalu vald); включаючи місто Тамсалу (ест. Tamsalu)
 Тапа (ест. Tapa vald); включаючи місто  Тапа (ест. Tapa)
 Хальяла (ест. Haljala vald)

### Ляенемаа
Міста:
 Хаапсалу (ест. Haapsalu)
Волості:
 Вормсі (ест. Vormsi vald)
 Кулламаа (ест. Kullamaa vald)

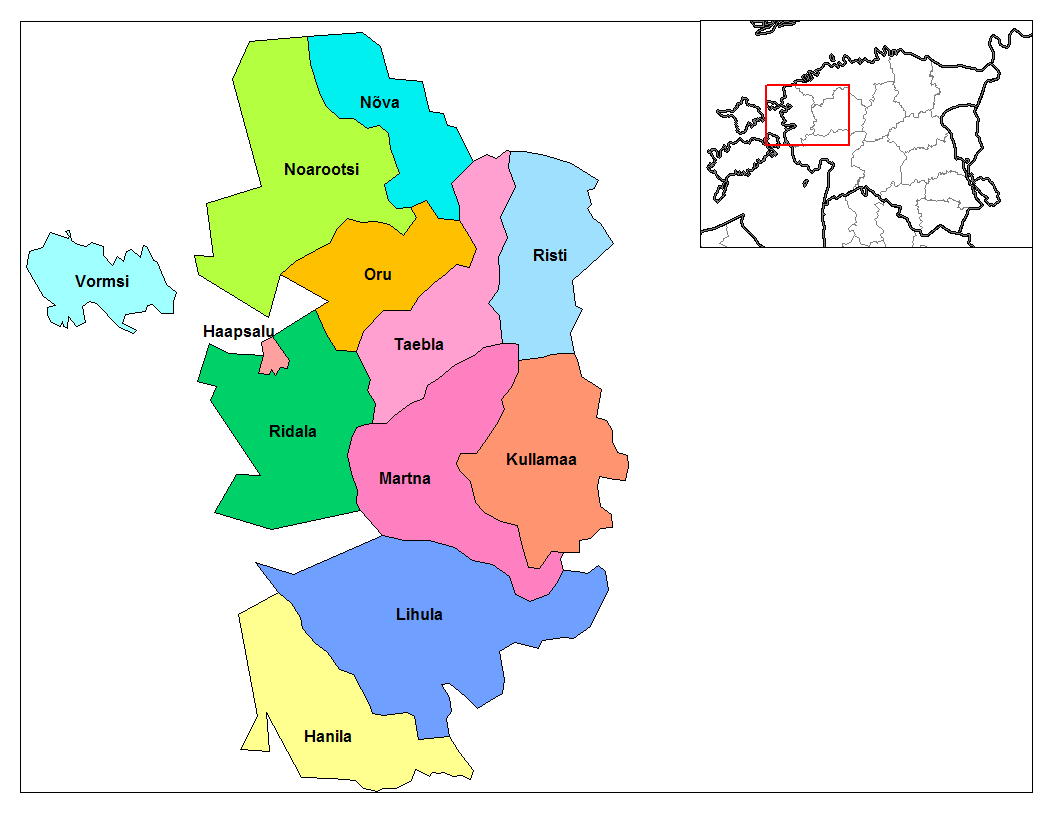
Муніципалітети повіту Ляянемаа

 Ліхула (ест. Lihula vald); включаючи місто Ліхула (ест. Lihula)
 Мартна (ест. Martna vald)
 Ноароотсі (ест. Noarootsi vald)
 Нива (ест. Nõva vald)
 Ору (ест. Oru vald)
 Рідала (ест. Ridala vald)
 Рісті (ест. Risti vald)
 Таебла (ест. Taebla vald)
 Ханіла (ест. Hanila vald)

### Пилвамаа
Міста:
 Пилва (ест. Põlva)
Волості:
 Аг'я (ест. Ahja vald)
 Валг'ярве (ест. Valgjärve vald)
 Вастсе-Куусте (ест. Vastse-Kuuste vald)
 Веріора (ест. Veriora vald)
 Вярска (ест. Värska vald)
 Канепі (ест. Kanepi vald)
 Киллесте (ест. Kõlleste vald)
 Лахеда (ест. Laheda vald)
 Мікітамяе (ест. Mikitamäe vald)
 Моосте (ест. Mooste vald)
 Орава (ест. Orava vald)
 Пилва (ест. Põlva vald)

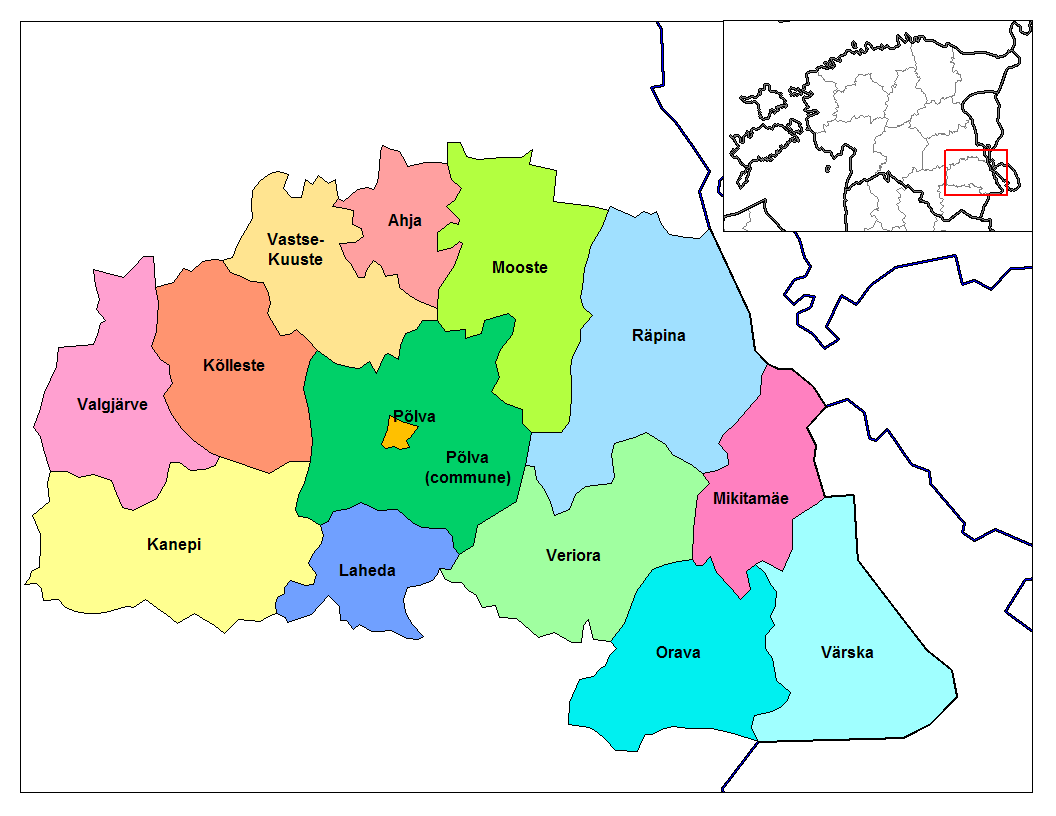
Муніципалітети повіту Пилвамаа

 Ряпіна (ест. Räpina vald); включаючи місто Ряпіна (ест. Räpina)

### Пярнумаа

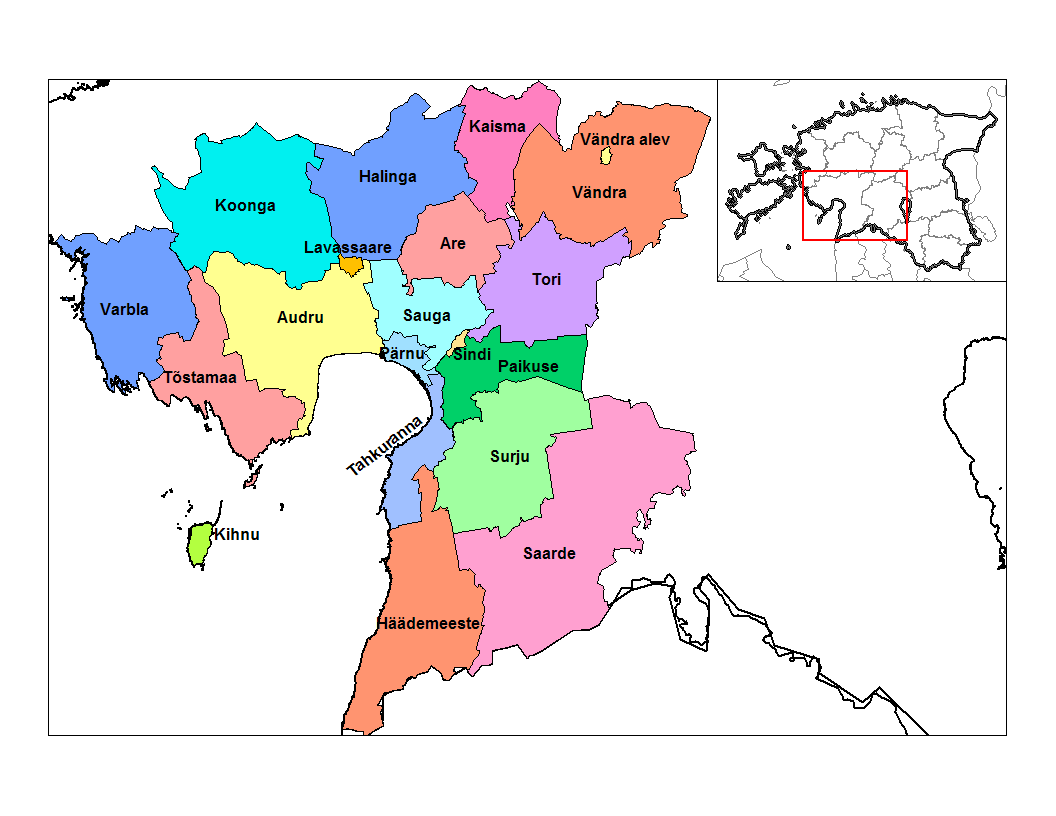
Муніципалітети повіту Пярнумаа

Міста:
 Пярну (ест. Pärnu)
 Сінді (ест. Sindi)
Волості:
 Аре (ест. Are vald)
 Аудру (ест. Vinni vald)
 Варбла (ест. Varbla vald)
 Вяндра (ест. Vändra vald)
 Кіхну (ест. Kihnu vald)
 Коонга (ест. Koonga vald)
 Лавассааре (ест. Lavassaare)
 Пайкусе (ест. Paikuse vald)
 Саарде (ест. Saarde vald); включаючи місто Файл:Kilingi Nomme gerb.gif Кілінгі-Нимме (ест. Kilingi-Nõmme)
 Сауга (ест. Sauga vald)
 Сур'ю (ест. Surju vald)
 Тахкуранна (ест. Tahkuranna vald)
 Тоотсі (ест. Tootsi)
 Торі (ест. Tori vald)
 Тистамаа (ест. Tõstamaa vald)
 Халінга (ест. Halinga vald)
 Хяядемеєсте (ест. Häädemeeste vald)

### Рапламаа
Волості:
 Вігала (ест. Vigala vald)
 Кайю (ест. Kaiu vald)
 Кехтна (ест. Kehtna vald)
 Кохіла (ест. Kohila vald)
 Кяру (ест. Käru vald)
 Мяр'ямаа (ест. Märjamaa vald)
 Райккюла (ест. Raikküla vald)

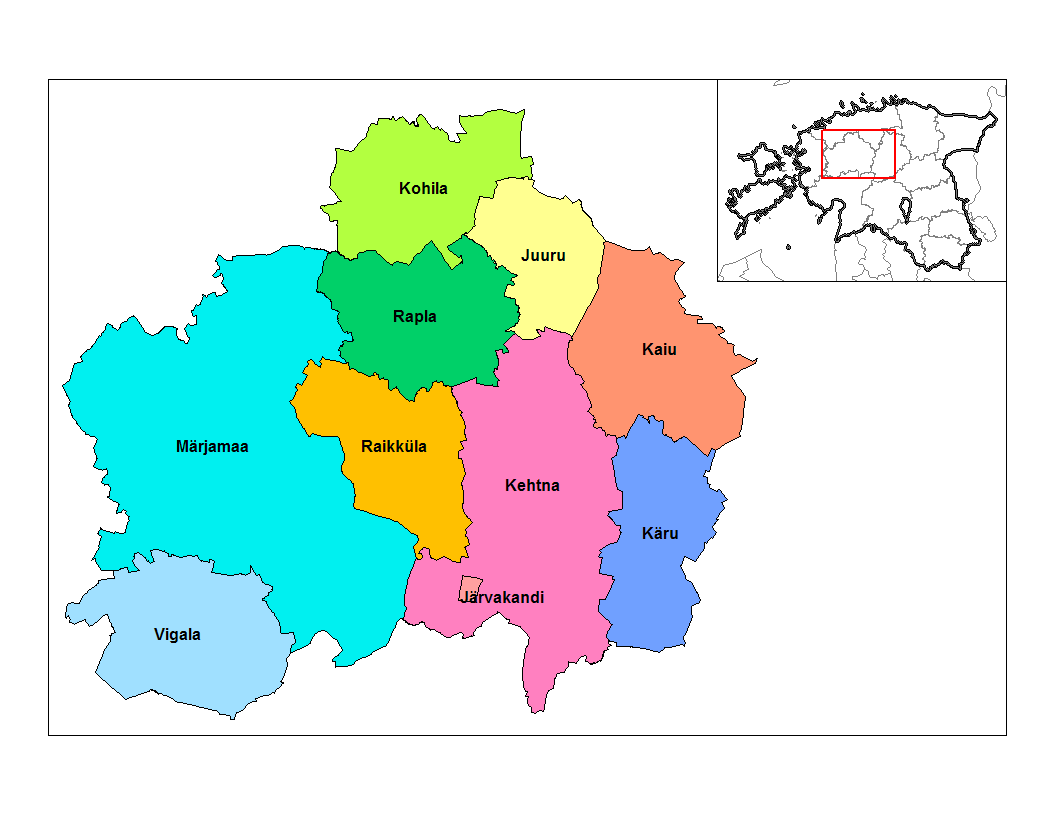
Муніципалітети повіту Рапламаа

 Рапла (ест. Rapla vald); включаючи місто Рапла (ест. Rapla)
 Юуру (ест. Juuru vald)
 Ярваканді (ест. Järvakandi)

### Сааремаа

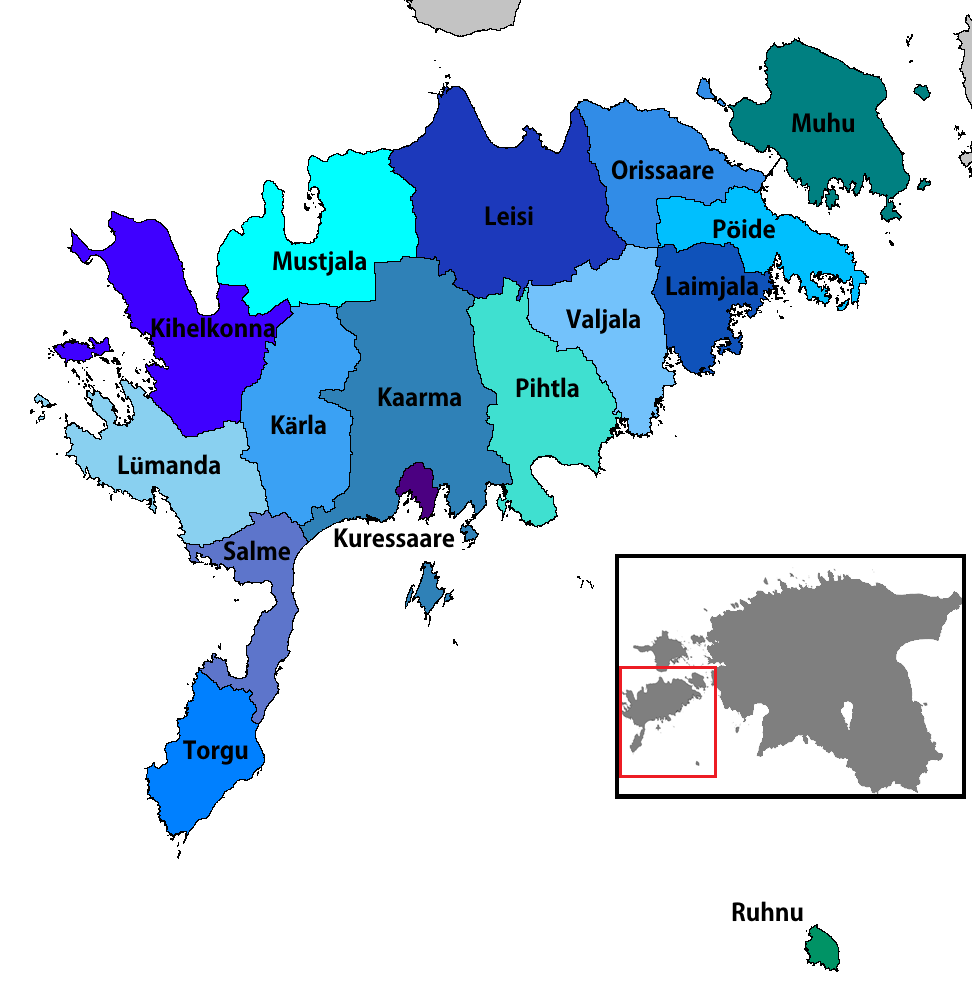
Муніципалітети повіту Сааремаа

Міста:
 Курессааре (ест. Kuressaare)
Волості:
 Вальяла (ест. Valjala vald)
 Каарма (ест. Kaarma vald)
 Кіхельконна (ест. Kihelkonna vald)
 Кярла (ест. Kärla vald)
 Лаймяла (ест. Laimjala vald)
 Лейсі (ест. Leisi vald)
 Люманда (ест. Lümanda vald)
 Мустьяла (ест. Mustjala vald)
 Муху (ест. Muhu vald)
 Оріссааре (ест. Orissaare vald)
 Пейде (ест. Pöide vald)
 Піхтла (ест. Pihtla vald)
 Рухну (ест. Ruhnu)
 Сальме (ест. Salme vald)
 Торгу (ест. Torgu vald)

### Тартумаа

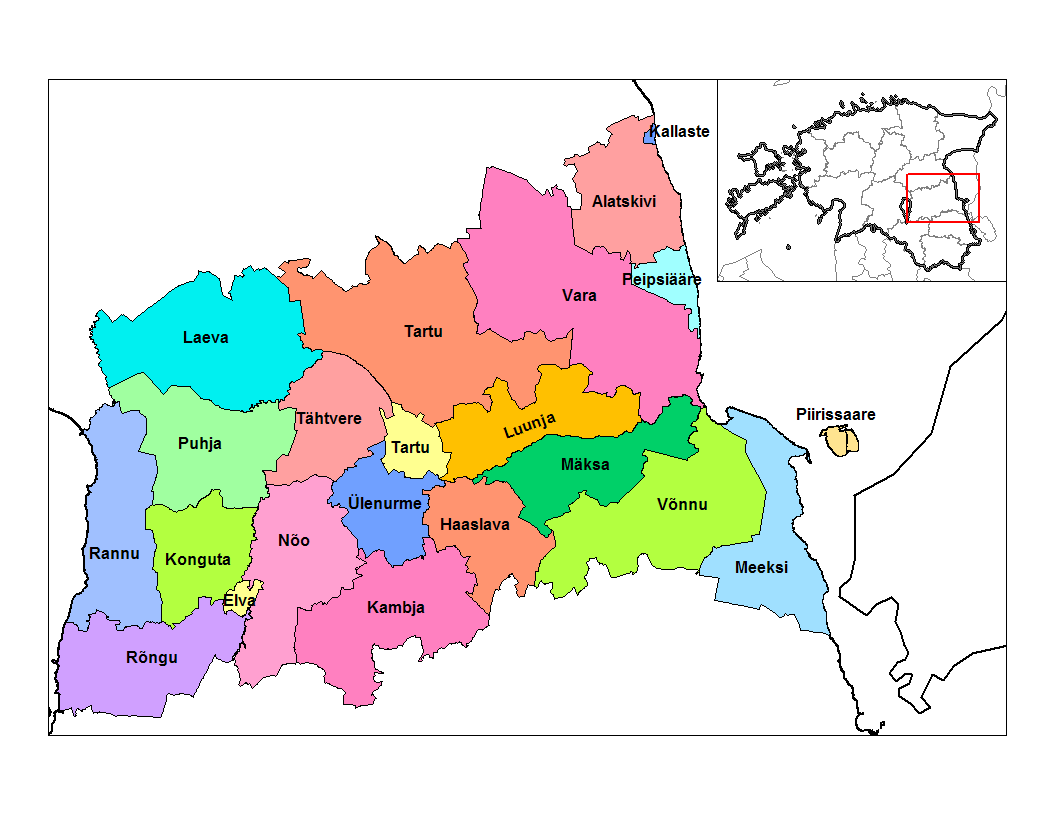
Муніципалітети повіту Тартумаа

Міста:
 Калласте (ест. Kallaste)
 Тарту (ест. Tartu)
 Елва (ест. Elva)
Волості:
 Алатсківі (ест. Alatskivi vald)
 Вара (ест. Vara vald)
 Винну (ест. Võnnu vald)
 Камб'я (ест. Kambja vald)
 Конгута (ест. Konguta vald)
 Лаєва (ест. Laeva vald)
 Луунья (ест. Luunja vald)
 Меєксі (ест. Meeksi vald)
 Мякса (ест. Mäksa vald)
 Нио (ест. Nõo vald)
 Пейпсіяяре (ест. Peipsiääre vald)
 Пійріссааре (ест. Piirissaare vald)
 Пухья (ест. Puhja vald)
 Ранну (ест. Rannu vald)
 Рингу (ест. Rõngu vald)
 Тарту (ест. Tartu vald)
 Тяхтвере (ест. Tähtvere vald)
 Хааслава (ест. Haaslava vald)
 Юуленурме (ест. Ülenurme vald)

### Хар'юмаа

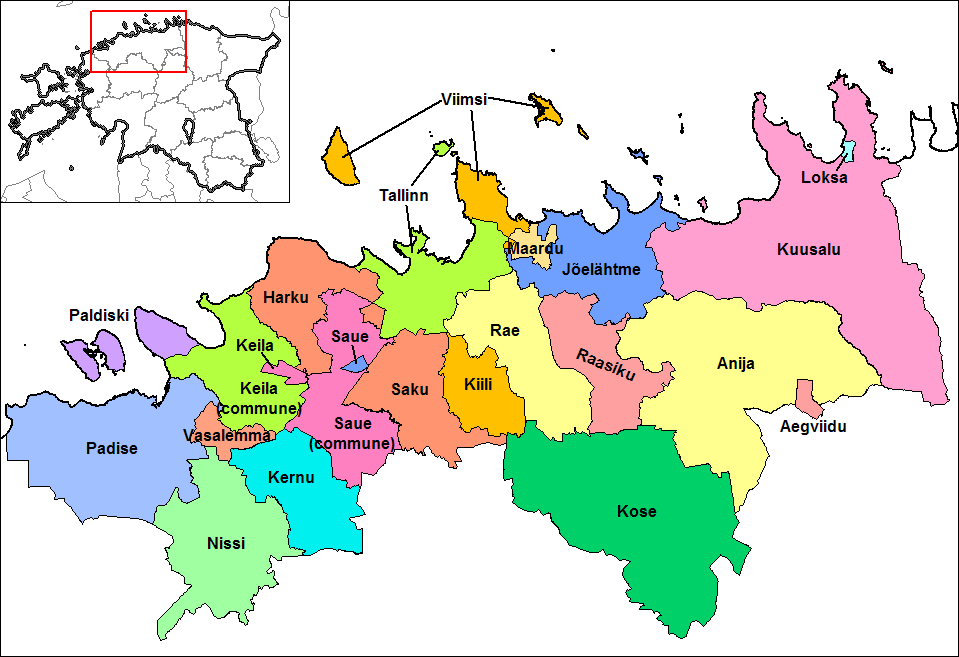
Муніципалітети повіту Хар'юмаа

Міста:
 Кейла (ест. Keila)
 Локса (ест. Loksa)
 Маарду (ест. Maardu)
 Палдіскі (ест. Paldiski)
 Сауе (ест. Saue)
 Таллінн (ест. Tallinn)
Волості:
 Аегвійду (ест. Aegviidu vald)
 Анія (ест. Anija vald); включаючи місто  Кехра (ест. Kehra)
 Вазалемма (ест. Vasalemma vald)
 Віймсі (ест. Viimsi vald)
 Йиеляхтме (ест. Jõelähtme vald)
 Кейла (ест. Keila vald)
 Керну (ест. Kernu vald)
 Кійлі (ест. Kiili vald)
 Козе (ест. Kose vald)
 Куусалу (ест. Kuusalu vald)
 Киуе (ест. Kõue vald)
 Ніссі (ест. Nissi vald)
 Падізе (ест. Padise vald)
 Раазіку (ест. Raasiku vald)
 Рае (ест. Rae vald)
 Саку (ест. Saku vald)
 Сауе (ест. Saue vald)
 Харку (ест. Harku vald)

### Ярвамаа

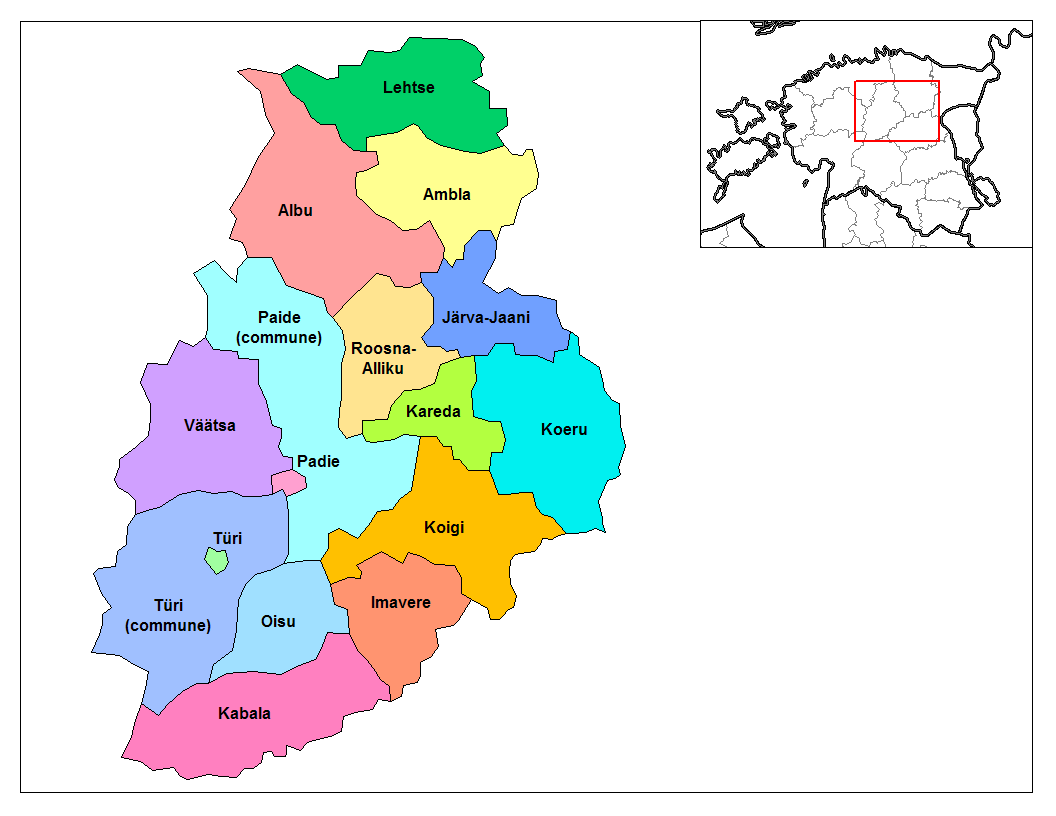
Муніципалітети повіту Ярвамаа

Міста:
 Пайде (ест. Paide)
Волості:
 Албу (ест. Albu vald)
 Амбла (ест. Ambla vald)
 Вяятса (ест. Väätsa vald)
 Імавере (ест. Imavere vald)
 Кареда (ест. Kareda vald)
 Коїгі (ест. Koigi vald)
 Коєру (ест. Koeru vald)
 Пайде (ест. Paide vald)
 Роосна-Алліку (ест. Roosna-Alliku vald)
 Тюрі (ест. Türi vald); включаючи місто  Тюрі (ест. Türi)
 Ярва-Яані (ест. Järva-Jaani vald)